# Gangreserveanzeige

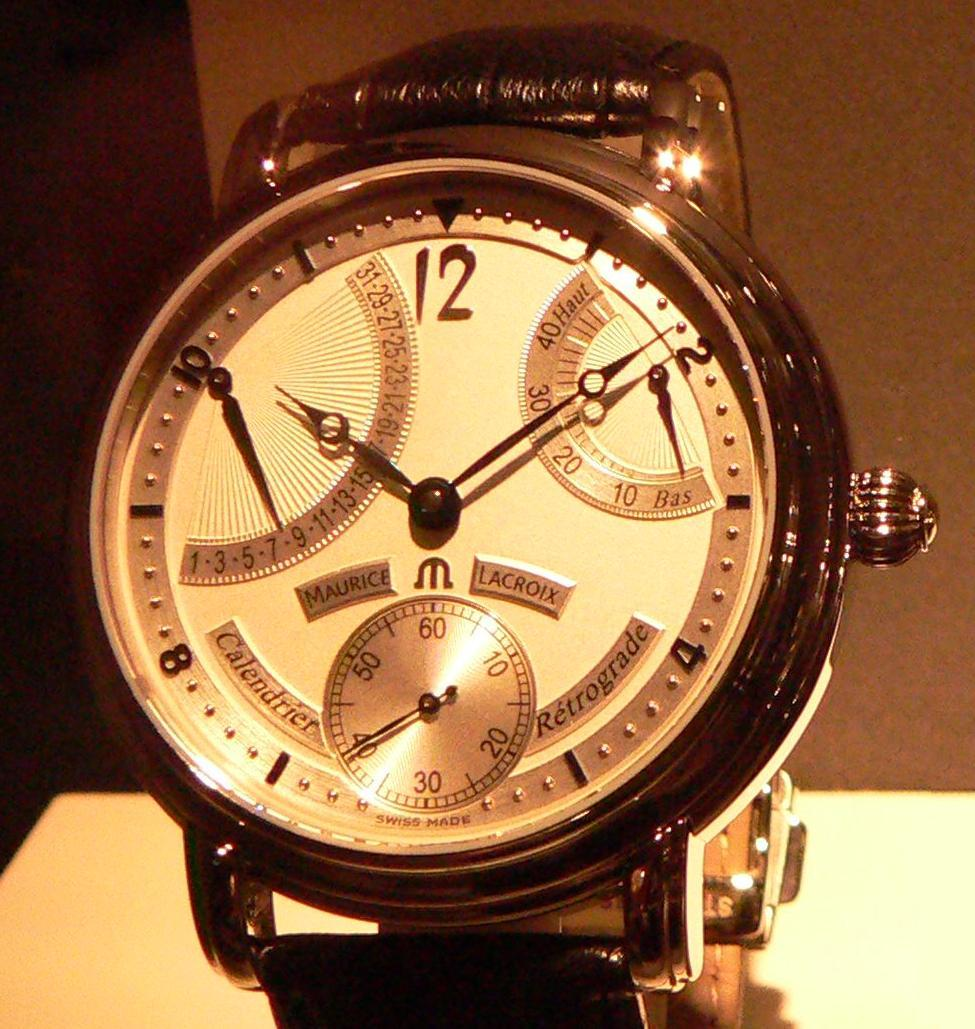
Uhr mit Gangreserveanzeige rechts

Die Gangreserveanzeige zeigt die verbleibende Zeit bis zum Stillstand einer mechanischen Uhr an und gibt damit Auskunft darüber, ob bzw. wann die Uhr wieder aufgezogen werden muss, zum Beispiel mittels einer Aufzugskrone. Als Gangreserve oder Gangdauer bezeichnet man die Zeit, die eine Uhr nach einem Aufziehen läuft, bis sie erneut aufgezogen werden muss.
Bei netzbetriebenen Uhren (beispielsweise in Zeitschaltuhren) wird als Gangreserve ein netzunabhängiges Uhrwerk bzw. eine Batterie-betriebene Notstromversorgung des Uhrwerks bezeichnet.

## Ursprung
Diese Form der Anzeige wurde ursprünglich für Marinechronometer entwickelt (auch Auf- und Abwerk genannt). Ziel war es, die Ganggenauigkeit der zur Bestimmung der geographischen Länge notwendigen Uhr durch ein gezieltes Aufziehen bei jeweils gleicher verbleibender Gangreserve sicherzustellen, da insbesondere die nahezu vollständig gespannte oder aber entspannte Feder zu Ungenauigkeiten führen können.
Zur technischen Realisierbarkeit wurden verschiedene Wege beschritten. Abraham Louis Breguet setzte sich um 1800 mit seiner Konstruktion eines Schraubendifferentials durch.
Bei Armbanduhren wurde eine Gangreserveanzeige auf dem Zifferblatt erstmals 1933 in einer Uhr der Manufaktur Breguet umgesetzt. In den 1950er Jahren waren viele Automatik-Kaliber mit dieser Indikation ausgestattet. Aufgrund des technischen Aufwands waren Gangreserveanzeigen bei Armbanduhren ursprünglich nur in der gehobenen Preisklasse zu finden. Um 1990 fanden Gangreserveanzeigen wieder vermehrt (modisches) Interesse.
Bei Uhren mit automatischem Aufzug wurden Gangreserveanzeigen zunächst eingebaut, um dem Träger zu signalisieren, dass die Automatik funktionierte und ausreichend potentielle Energie erzeugt hatte. Der Wirkungsgrad bei Automatikuhren mit Pendelschwungmasse und einseitig aufziehenden Rotoren fiel aufgrund der noch nicht ausgenutzten 360° in beiden Richtungen geringer aus. Die Gangreserveanzeige ermöglicht es, durch zusätzliches manuelles Aufziehen ein Stehenbleiben der Uhr zu vermeiden. Heutzutage werden Gangreserveanzeigen häufig auch aus ästhetischen Gründen verwendet.
Die Gangreserve (auch Gangautonomie), d. h. die Zeit, die das vollständig aufgezogene Uhrwerk läuft, nachdem die Uhr das letzte Mal bewegt wurde, beträgt heute etwa 35 bis 80 Stunden. Bei einigen Uhren auch über 100 Stunden, die Lange 31 der Uhrenmanufaktur A. Lange & Söhne ist weltweit die erste mechanische Armbanduhr mit einer Gangreserve von 31 Tagen (744 Stunden).